# Konstantin Gertig
Konstantin Gertig (* 2. Februar 2004) ist ein deutscher Fußballspieler.

## Karriere
Gertig begann seine Karriere beim FC Red Bull Salzburg. Zur Saison 2018/19 wechselte er nach Deutschland in die Jugend des FC Bayern München. Bei den Bayern spielte er bis zu den B-Junioren. Zur Saison 2021/22 kehrte der Verteidiger in die Akademie von Salzburg zurück. Dort debütierte er im April 2022 für das Farmteam FC Liefering in der 2. Liga, als er am 25. Spieltag jener Saison gegen den SV Lafnitz in der Startelf stand. Insgesamt kam er zu zwei Zweitligaeinsätzen für das Team. Nach der Saison 2022/23 verließ er Salzburg.
Zur Saison 2023/24 wechselte er dann zum Regionalligisten SK Bischofshofen.